# Galten Kommune
Galten Kommune i Århus Amt blev dannet ved kommunalreformen i 1970. Ved strukturreformen i 2007 blev kommunen indlemmet i Skanderborg Kommune sammen med Hørning Kommune, Ry Kommune og dele af Voerladegård Sogn.

## Tidligere kommuner
Inden kommunalreformen foretog 2 sognekommuner en frivillig kommunesammenlægning omkring Galten:
| Kommune               | Folketal september 1965 | Byer                      |
| --------------------- | ----------------------- | ------------------------- |
| Sjelle-Skjørring      | 854                     | Sjelle                    |
| Storring-Stjær-Galten | 2.191                   | Storring, Stjær og Galten |
| I alt                 | 3.045                   |                           |

Ved selve kommunalreformen blev endnu en sognekommune føjet til Galten Kommune:
| Kommune          | Folketal 1. januar 1970 | Byer               |
| ---------------- | ----------------------- | ------------------ |
| Galten           | 3.586                   |                    |
| Skivholme-Skovby | 1.426                   | Herskind og Galten |
| I alt            | 5.012                   |                    |

## Sogne
Følgende sogne indgik i Galten Kommune, alle fra Framlev Herred:
- Galten Sogn
- Sjelle Sogn
- Skivholme Sogn
- Skovby Sogn
- Skjørring Sogn
- Stjær Sogn
- Storring Sogn

## Borgmestre[4]
| Periode   | Navn             | Parti             |
| --------- | ---------------- | ----------------- |
| 1970-1978 | Regnar Grønlund  | Venstre           |
| 1978-1981 | Knud Hegelund    | Venstre           |
| 1982-1989 | Kurt Christensen | Venstre           |
| 1990-1997 | Leif Jensen      | Socialdemokratiet |
| 1998-2006 | Jens Grønlund    | Venstre           |

## Rådhus
Galten Kommunes rådhus på Søndergade 27 var oprindeligt en teknisk skole. I 2016 besluttede Skanderborg byråd at rive huset ned for at give plads til flere plejeboliger i Lokalcenter Tjørnehaven, der er nabo til rådhusgrunden. Boligerne skal dog efter planen først opføres i 2020, så grunden ligger tom nu.